# بيتر بيدل
بيتر بيدل (بالإنجليزية: Peter Beadle)‏ هو مدرب كرة قدم ولاعب كرة قدم بريطاني، ولد في 13 مايو 1972 في لامبث ‏ في المملكة المتحدة. لعب مع بورت فايل وتوتنهام هوتسبير ونادي بارنت ونادي بريستول روفيرز ونادي بريستول سيتي ونادي برينتفورد ونادي بورنموث ونادي ساوثيند يونايتد ونادي غيلينغهام ونادي واتفورد ونوتس كاونتي.

## وصلات خارجية
- بيتر بيدل على موقع قاعدة بيانات كرة القدم.إي يو (الإنجليزية)
- بيتر بيدل على موقع Soccerbase.com (لاعب) (الإنجليزية)